# Helmut Erdle
Helmut Adalbert Erdle (* 14. Januar 1906 in Dresden; † 25. Juni 1991 in Leonberg) war ein deutscher Stadtplaner und Architekt. Ausgebildet in den 1920er Jahren, arbeitete er an ersten eigenen Bauaufgaben in den 1930er Jahren und während der NS-Zeit. Nach dem Zweiten Weltkrieg war er am Wiederaufbau der jungen Bundesrepublik Deutschland wesentlich beteiligt.

## Leben
In Dresden geboren, ging Erdle unter anderem in Stuttgart zur Schule, studierte dann aber in Dortmund und kam als junger Architekt wieder nach Stuttgart. Seine ersten Bauten waren dem Neuen Bauen verpflichtet, in der NS-Zeit orientierte er sich dann an der Stuttgarter Schule. 1935 bis 1938 war er Hauptassistent bei Stadtplaner Heinz Wetzel an der Technischen Hochschule Stuttgart.
Nach 1939 war Erdle an der Umsiedlung von Südtirolern im Rahmen der Aktion Option in Südtirol dadurch beteiligt, dass er als Gausiedlungsplaner in Innsbruck für die Umgesiedelten neue Wohnungen und Siedlungen, sogenannte Südtiroler-Siedlungen, vornehmlich in Tirol und Vorarlberg plante.
1946 eröffnete er als Freier Architekt in Stuttgart ein eigenes Architekturbüro, das er bis zu seinem Tod im Jahr 1991 führte. Von 1955 bis 1957 war er Dozent an der Staatsbauschule Stuttgart. Erdle betätigte sich auch als Maler und Grafiker und war an diversen Ausstellungen im In- und Ausland beteiligt. Seine Planungsskizzen und Aufrisszeichnungen gelten als „optische Delikatessen“. Mit dem Wasserturm Backnang zeigte er eine Abkehr von traditioneller Bauauffassung hin zum damals zeitgemäßen Brutalismus.
1987 wurde ihm der Ehrentitel „Professor“ des Landes Baden-Württemberg verliehen.

## Bauten und Entwürfe (Auswahl)

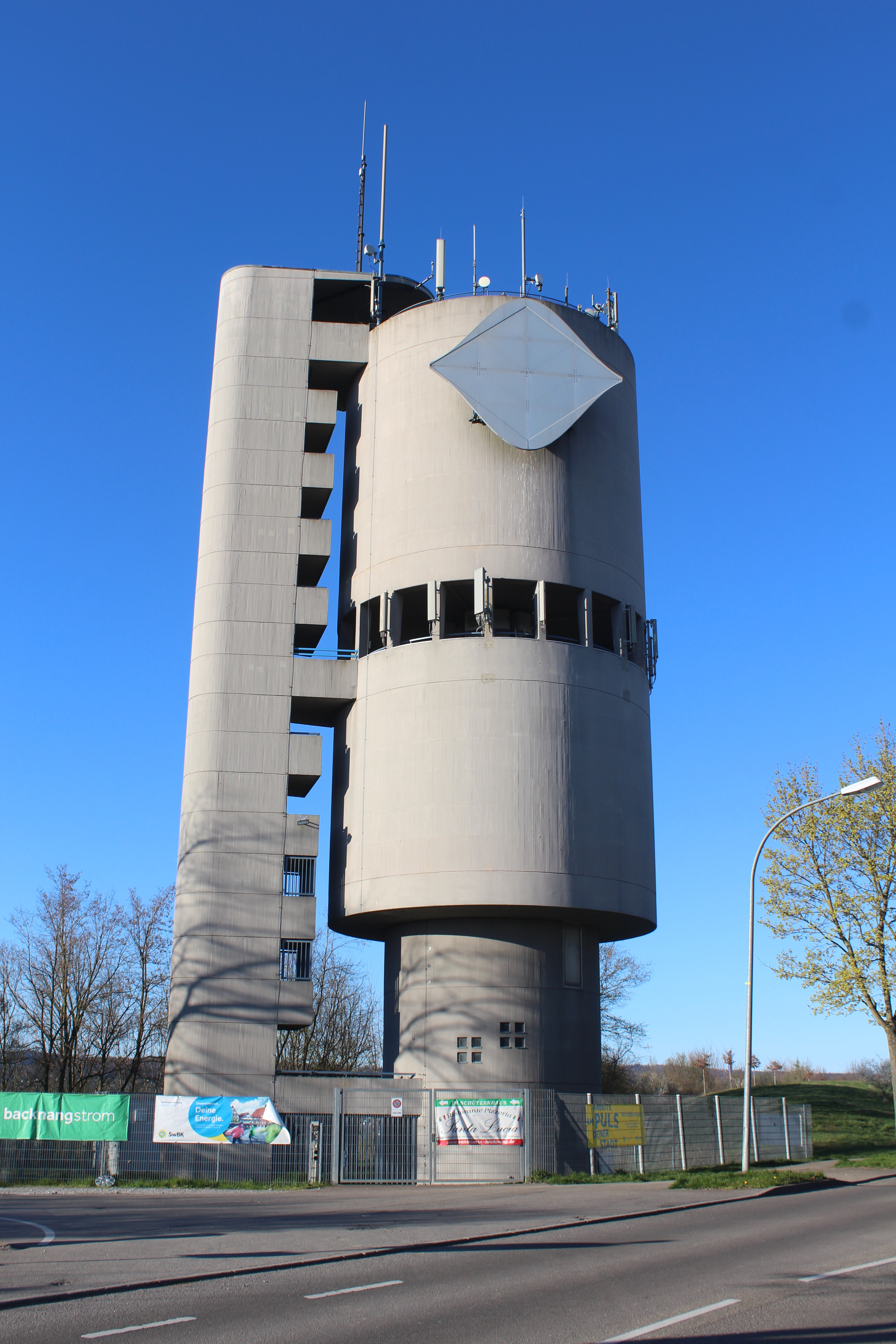
Wasserturm Backnang

- 1934–1936: Wohnhaus Scherzinger in Stuttgart-Vogelsang
- 1939–1943: Beteiligung an Planung und Ausführung von Südtiroler-Siedlungen in Landeck, Jenbach, Schwaz, Kufstein, Hall, Bregenz, Götzis, Wörgl und anderen Orten in Tirol und Vorarlberg
- 1939–1943: städtebauliche Planungen für Innsbruck
- 1947–1950: Umbau und Erweiterung des Verwaltungsgebäudes der Allianz-Versicherung in Stuttgart
- 1948–1951: Killesberg-Siedlung in Stuttgart
- 1951–1953: ECA-Siedlung, genannt Eberhard-Wildermuth-Siedlung in Reutlingen
- 1951–1954: Landwirtschaftsschule in Laupheim
- 1954–1955: Wiederaufbau der Gemarker Kirche in Wuppertal-Barmen
- 1954–1956: Diplomatenwohnhaus in Stuttgart-Weißenhof
- 1955–1957: Neubau des kriegszerstörten Schiffs der Gedächtniskirche Stuttgart, Ummantelung des beschädigten Turms
- 1956–1963: Trabantensiedlung Mittlere und Hintere Wenscht in Siegen-Geisweid
- 1959–1961: Wasserturm Backnang